# 男組 (反差別団体)
男組（おとこぐみ）は日本の市民団体で、自称「日本の武闘派反差別ヒール集団」。C.R.A.C.（旧レイシストをしばき隊）らと共にレイシストである在日特権を許さない市民の会（在特会）に対抗する勢力の一つ。高橋直輝を団長として、ヘイトスピーチの根絶を目的に「カウンター」の呼称で在特会のデモを「実力行使」として阻止するなどの活動を行っていた。

## 概要
ニューズウィーク日本版は、男組を「C.R.A.C.（対レイシスト行動集団）」からの分派組織であるとしている。
代表を指す「組長」は高橋直輝こと添田充啓。肩書に「組長」「若頭」等の呼称を使用し、「超圧力」を標榜してC.R.A.C.隊以上に暴力的な手段に訴える点に特徴がある。組旗として、黒字に白塗りの髑髏を浮き出させ、バックに韓国刀と日本刀をクロスさせた意匠の旗を掲げ隊列を組み、ときには刺青シールを顕示して周囲を威圧し、恐怖心で相手方の意志を消滅せしめるスタイルのデモを行う。『琉球新報』記者の比嘉和也はシンボルの髑髏について、人間は肌の色に関係なく骸骨を持つことに由来するものであると述べている。デモに、街宣車「男丸」を使用している。
2016年8月頃から、沖縄の差別問題に取り組むとして、高橋が沖縄高江のヘリパッド工事現場で妨害行動に参加した。2018年3月14日、高橋に対し、沖縄防衛局職員への傷害容疑で懲役1年6か月、執行猶予5年の判決が下った。産経新聞は「福島瑞穂と接点をもち現地で同行している」と報じた。
2017年5月、公式サイトにおいて男組の解散宣言が発出された。
2018年4月、創設者で元組長の高橋直輝が病気により死去した。
桜井誠は、男組はしばき隊の分派かつ「チンピラ軍団」であるとして、野間易通によるしばき隊の分割行為は正解であったと評している。

## 構成員
- 組長 - 高橋直輝(本名、添田充啓＝そえだ あつひろ)- 2014年に活動に賛同する女性に対する性的暴行を行い、2017年に被害者女性が告白したことで性加害発覚(#事件・犯罪)。翌2018年4月に死去。
- 本部長 - 木本拓史（きもと たくし）[1]
- 若頭 - 山口祐二郎[15]防衛省の建物に向かって火がついた火炎瓶を投げ込み炎上させたテロリスト。火炎びんの使用等の処罰に関する法律などの罪に問われ、懲役2年、執行猶予4年の有罪判決をうけた[16]。2021年8月、自身のTwitterで、公安警察のスパイであったと発言した[17]。
- 若頭補佐 - 手塚空（てづか そら）
  - 「若頭の指示があれば、いつでも火炎瓶を投げられるよう、『ハイリスク・ノーリターン』[18]を読んで勉強しています。男組はこわいぞ」などとツイートしている[19]。また、2019年1月18日に、東京・港区で駐車場の壁など１５か所に黒色のスプレーを使って次々に落書きをしたとして、器物損壊の疑いで逮捕されたと報じられた。逮捕当時は職業不詳、27歳と報じられていた[20]。

## 年表
- 2013年
  - 6月16日 - 新大久保で開催された「新大久保　桜田祭り！」というデモに対し、添田と山口がカウンター出動して「猛烈にしばき開始」[1]。
  - 6月29日 - 組織の名称を「男組」と定める[1]。
  - 7月6日 - 渋谷駅前で、維新政党・新風代表鈴木信行の「選挙演説を監視」[1]。
  - 7月14日 - 新宿大久保駅前で、維新政党・新風代表鈴木信行の「嫌がらせ演説会」に参加し「カウンター全員で中指を立てる」活動を行う[1]。
  - 9月22日 - 新宿で開催された「差別撤廃 東京大行進The March on Tokyo for Freedom」に参加し、男組はスーツ姿で会場警備を担当[1]。
  - 9月29日 - 組長高橋と「本部長」木本拓史の2名が暴行罪で逮捕。略式起訴で罰金20万円、「本部長」木本は10万円
  - 10月15日 - 東京都庁前で差別反対都庁前街宣を主催（2回目以降は別団体が主催）[1]。
  - 10月19日 - 街宣場所に現れた在特会副会長を取り囲み説教[1]。
  - 10月26日 - 同日14時15分ごろ、大阪市営地下鉄（現：大阪市高速電気軌道〈Osaka Metro〉）長堀鶴見緑地線の西大橋駅構内で[21]、高橋・木本ら構成員8人が[22]、同駅近くの新町南公園で開催された在日コリアン排斥を掲げるデモに参加しようとしていた男性（2014年7月当時47歳）を取り囲み、壁に押し付けたり、脅迫したりなどの暴行を加える[21]。被害者男性は事件前の同年7月に木本らとトラブルになっており、面識があったという[23]。男性は翌2014年5月、大阪府警察に被害届を提出する[21]。
  - 10月28日 - ニコニコ動画が「レイシストによるヘイトスピーチ動画の拡散を放置し続ける」ことに抗議するため、ドワンゴを訪問するが抗議文の受理を拒否される[1]。
  - 11月4日 - 京都で在特会のデモに並走しながら、大音量でK-POPを流す街宣車を出動させ「説教及びお仕置き」を行う（男組初の街宣車「男丸」出動）[1]。
  - 11月18日 - 添田と木本が、11月1日に行われた「山本太郎抗議デモ」の際にデモ参加者の在特会関係者に執拗に付きまとい、殴るなどの暴行を振るい逮捕。懲役10月、執行猶予3年の判決。
  - 12月29日 -「ヘイトスピーチ根絶！第一回周知街宣＠京都」を開催し、「超圧力」を示す男組の組旗を初披露する[1]。
- 2014年
  - 1月18日 - 同日15時10分頃、男組若頭補佐の手越空が、在特会のデモ隊に自転車で突っ込み、暴行容疑で逮捕[24]、不起訴[25][26]。
  - 5月25日 ‐ 高橋ら男組のメンバー10名がJR西川口駅（埼玉県川口市）の改札前で、在特会の移民受け入れ反対デモに参加しようとした在特会の会員1名を取り囲み、そのうち1名が在特会会員の顔面を殴って骨折させたとして、殴られた在特会会員とともに暴行容疑で逮捕され[27][28][29]、傷害罪で懲役10か月・執行猶予3年の判決が下された[30]。
  - 7月16日 - 前年10月26日に西大橋駅構内で起こした暴行事件を受け、高橋・木本ら8人が大阪府警警備部に暴力行為等処罰法違反容疑で逮捕される[21]。事件後の25日、大阪区検察庁によって高橋ら4人が同罪で略式起訴され（他4人は不起訴）、同日に大阪簡易裁判所からそれぞれ罰金10 - 20万円の略式命令を受けた[31]。しばき隊と支援体勢を組み、多数のカンパと、4000名以上の嘆願署名を集める[1]。
  - 8月8日 - 株式会社ドワンゴ及び株式会社ニワンゴへ「ヘイトスピーチ動画、生放送の放置についての抗議文」送付。「ニコ生」を「2ちゃんねるなどと共に、現在の日本を覆う暗雲、ヘイトスピーチ禍の中心的存在である」とし、「激烈な抗議文を叩きつける」活動をする[1]。
  - 10月26日 - 新宿で開催された「日韓国交断絶国民大行進in帝都」にカウンター出動[1]。
- 2015年
  - 1月4日 - 板橋・大山駅前で開催された「緊急！今年も『有田芳生にお年玉』街宣！」にカウンターデモ出動し、レイシストを大惨敗させたとして、近隣酒場で大新年会開催[1]。
  - 1月18日 - 憂国我道会、女組、差別反対東京アクション、OoAと共に、銀座で「～ドワンゴは差別に加担するな！自社規約を守り、ヘイト放送を止めろ！～」デモを開催[1]。
  - 3月28日 - 「褌わっしょい男組解散花見酒池肉林大宴会」開催。解散宣言がなされる[1]。
- 2016年
  - 4月 - 再始動を発表[32]。
  - 8月頃から、沖縄の差別問題に取り組むとして沖縄高江のヘリパッド工事現場で妨害行動に参加。
  - 10月26日 - 高橋が沖縄高江のヘリパッド工事現場で暴行事件を起こし逮捕、起訴。
- 2017年5月19日 - 公式ホームページに解散宣言が掲載される。
- 2018年3月14日 - 沖縄高江のヘリパッド工事現場暴行事件で、高橋に懲役1年6月、執行猶予5年の判決が下された。
- 2018年4月 - 創設者で元組長の高橋直輝が病気により死去。

## 事件・犯罪

### カウンターに関わる事件
2013年9月29日には、同月8日に新大久保で行われたデモにおいて在特会側のデモ参加者の顔を叩き首を絞めたとして、同組の「組長」高橋直輝と「本部長」木本拓史の2名が暴行罪で逮捕され、罰金20万円と罰金10万円の略式命令が下された。
同年11月18日には、組長の高橋と本部長の木本が、11月1日に行われた「山本太郎抗議デモ」の際にデモ参加者の在特会関係者に執拗に付きまとい、殴るなどの暴行を振るったとして逮捕され、傷害罪で懲役10月・執行猶予3年の判決が下された。
2014年1月18日15時10分頃、東大生（22歳）のしばき隊の関係者が、在特会にデモ隊に自転車で突っ込み、暴行容疑で逮捕されている。男組は、この学生は、男組若頭補佐の手越空であると公表しており、不起訴処分となっている。
2014年5月25日には男組のメンバー10名がJR西川口駅（埼玉県川口市）の改札前で、在特会の移民受け入れ反対デモに参加しようとした在特会の会員1名を取り囲み、そのうち1名が在特会会員の顔面を殴って骨折させたとして、殴られた在特会会員とともに暴行容疑で逮捕された。
2014年7月16日、高橋ら主要構成員8名が、前年10月26日午後2時15分ごろ、大阪市営地下鉄長堀鶴見緑地線西大橋駅構内で、近くの新町南公園のデモに参加しようとしていた47歳の男性を集団で取り囲んで壁に押し付け、大声で恫喝するなど暴行や脅迫を加えたとし、暴力行為等処罰法違反容疑で大阪府警警備部などに逮捕された。また、府警はメンバーの自宅などの関係先である大阪府、東京都、静岡県など7都府県10カ所を家宅捜索した。その後、4名が同罪で起訴され有罪となった。逮捕された高橋と木本は3度目の逮捕であり、執行猶予期間中であった。
2015年3月28日付で解散したが、2016年3月に男組公式ブログを新設、4月に「男組復活祭」を開催、6月に男組総本部Twitter新設し、活動再開。

### 沖縄米軍基地移設妨害活動に関わる事件
2016年8月11日、高橋が「仲間が沖縄県警に公務執行妨害で不当逮捕された」「接見した弁護士によると、公務執行妨害で逮捕は出来ない」などと、拘留されている名護警察署に抗議の電話をかけるようにツイートで呼びかけている。同日、韓国籍の自称建設作業員の男が、「警察車両の進行を妨げるように発進と停止を繰り返し」その後「警察官に右腕を捕まれた状態で乗っていたミニバイクを急発進させ、転倒させた」ことにより、公務執行妨害の現行犯で逮捕されている
同年10月26日、高橋が米北部訓練場で暴行事件を起こし逮捕・起訴された。
2018年3月14日、那覇地方裁判所（柴田寿宏裁判長）は、沖縄防衛局職員への傷害罪に問われ、懲役2年を求刑された被告人の高橋に対し、懲役1年6月・執行猶予5年の有罪判決を言い渡した。

### 性的暴行事件・性加害隠蔽問題による組織宣伝映画中止事件
初の性加害は2014年8月における「反差別のワークショップ」で二軒目移動後である。1件目の中華料理屋時点に反差別活動仲間と参加してきた高橋組長は初めて会った日に、当該女性に何度も執拗に言葉によるセクハラ、ホテルに無理やり連れ込もうとする言動、タクシー内で寝たふりをしながら女性の下着の中のおっぱいに直接触るといった痴漢など性的暴行を行った。女性は下着から手を複数回出させて拒絶の意思を示し、周囲に他者がいる中で見えないからと犯行に及んできたことに「何度拒絶をしても、周囲に人がいても平然と性的加害をしてくることに恐怖と屈辱感」を感じたと明かしている。翌日にTwitterにて一言だけ「◯◯ちゃん、昨日はごめんね」と謝罪文を送付してきたが、その日のうちに元ヤクザの肩書きを強調して女性に黙るように脅迫した。女性は公式謝罪を行うことを要求したが、高橋は連絡を遮断し、共通の知人経由の謝罪要求にも応じなかった。2017年9月3日、被害女性はブログで反差別運動の内部で組織的に隠されていた高橋による加害事実を暴露した。理由として、メディアやネットを通して見る添田氏の発言は目に余っていたこと、性暴力について正義を語る様子が「どうしても我慢ならなかった」「同じこと(好みの女性に対する性的暴行)を添田氏はくり返す」と判断したからと明かしている   。 公表時点で前述の沖縄防衛局職員に対する暴行による公務執行妨害罪と傷害罪で裁判中であった。暴露された後は逃げる姿勢を見せ、言葉で性加害を否定した。しかし、性加害を起こした時期に性加害に対する謝罪の電子記録を送っていた事実が公表されている。
それでも、在日韓国人監督により製作された、高橋を主人公に、男組の活動をドキュメンタリー形式で肯定的宣伝する韓国向け映画が2018年8月15日に公開された。しかし、日本では既に知られていた高橋のセクハラスキャンダルが8月末に韓国側でも知られたため、韓国の配給会社は即座にイベントの中止と公開の停止処分を行う事態になった。

## 関連団体
- C.R.A.C.（レイシストをしばき隊）[2]
- 友だち守る団（解散。代表者は韓国籍の「凛七星（りんしちせい）」と名乗る男）[61][62]
  - 「凛七星」を「同志」と表現し、「生活保護受給に関する詐欺事件および同事件関係者に対する脅迫事件」における懲役2年（執行猶予4年）の判決は不当であるという抗議文を発表している[62]
- 憂国我道会[1]
- 女組[1]
- 差別反対東京アクション[1]
  - 手塚空がスタッフ[63]
- OoA[1]
- 差別なくそう東京大行進（主催団体「People's Front of Anti-Racism」）
  - 手塚空がスタッフ[64]